# Otto Stolten

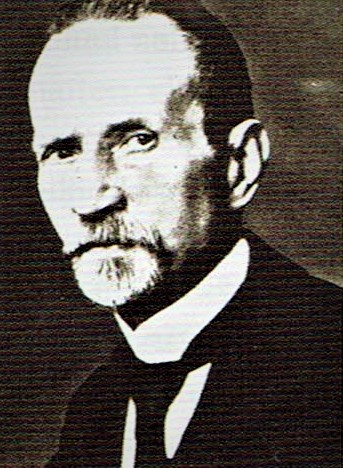
Otto Stolten

Johannes Ernst Otto Stolten (* 4. April 1853 in Hamburg; † 8. Januar 1928 ebenda) war ein deutscher Politiker der SPD und erster Sozialdemokrat in der Hamburgischen Bürgerschaft. Er war von 1919 bis 1925 Senator und Zweiter Bürgermeister in Hamburg.

## Leben
Otto Stolten war der Sohn eines aus Segeberg zugezogenen Schlossermeisters. Er besuchte von 1861 bis 1868 die damals dreiklassige Paßmannschule. Es folgte eine Ausbildung als Schlosser und Maschinenbauer. Als Handwerksgeselle bereiste er zwischen Frühjahr 1872 und Herbst 1875 einen großen Teil Deutschlands. Auf dieser Reise trat er 1874 in Dresden der Sozialdemokratischen Arbeiterpartei bei.
Wieder in Hamburg war er bis zum Verbot durch die Sozialistengesetze Mitredakteur der von Johannes Wedde geleiteten Bürgerzeitung. Die Nachfolgezeitung, das Hamburger Echo, wurde nach der Ausweisung von Wedde durch Otto Stolten als verantwortlichen Leiter weitergeführt.
Er war der Großonkel der Schauspielerin und Publizistin Inge Stolten. Stolten wohnte seit 1890 in Hamburg-St. Georg in der Langen Reihe 45 bis 1903, danach bis 1919 in der Schmilinkskystraße 25.

## Politik
1901 wurde er in einem Teil Hammerbrooks als erster Sozialdemokrat für die  Hamburgische Bürgerschaft gewählt, weil das Wahlrecht an das Bürgerrecht und eine bestimmte Einkommenshöhe gekoppelt war. Bis 1904 saß er dort alleine zwischen den „alten“ Fraktionen. Erst dann bildete sich mit 13 Sozialdemokraten eine eigene Fraktion. Er saß durchgängig bis 1927 in der Bürgerschaft der Stadt Hamburg.
Von 1919 bis 1925 war er Mitglied des Senats als Zweiter Bürgermeister von Hamburg.
Von 1913 bis 1918 saß Stolten als Mitglied der SPD-Fraktion im Reichstag des Deutschen Kaiserreichs. Er war in einer Nachwahl im Reichstagswahlkreis Freie und Hansestadt Hamburg 1 gewählt worden. Nachdem er 1919 in die Weimarer Nationalversammlung gewählt worden war,  war er von 1920 bis 1924 Mitglied des Reichstags der Weimarer Republik.

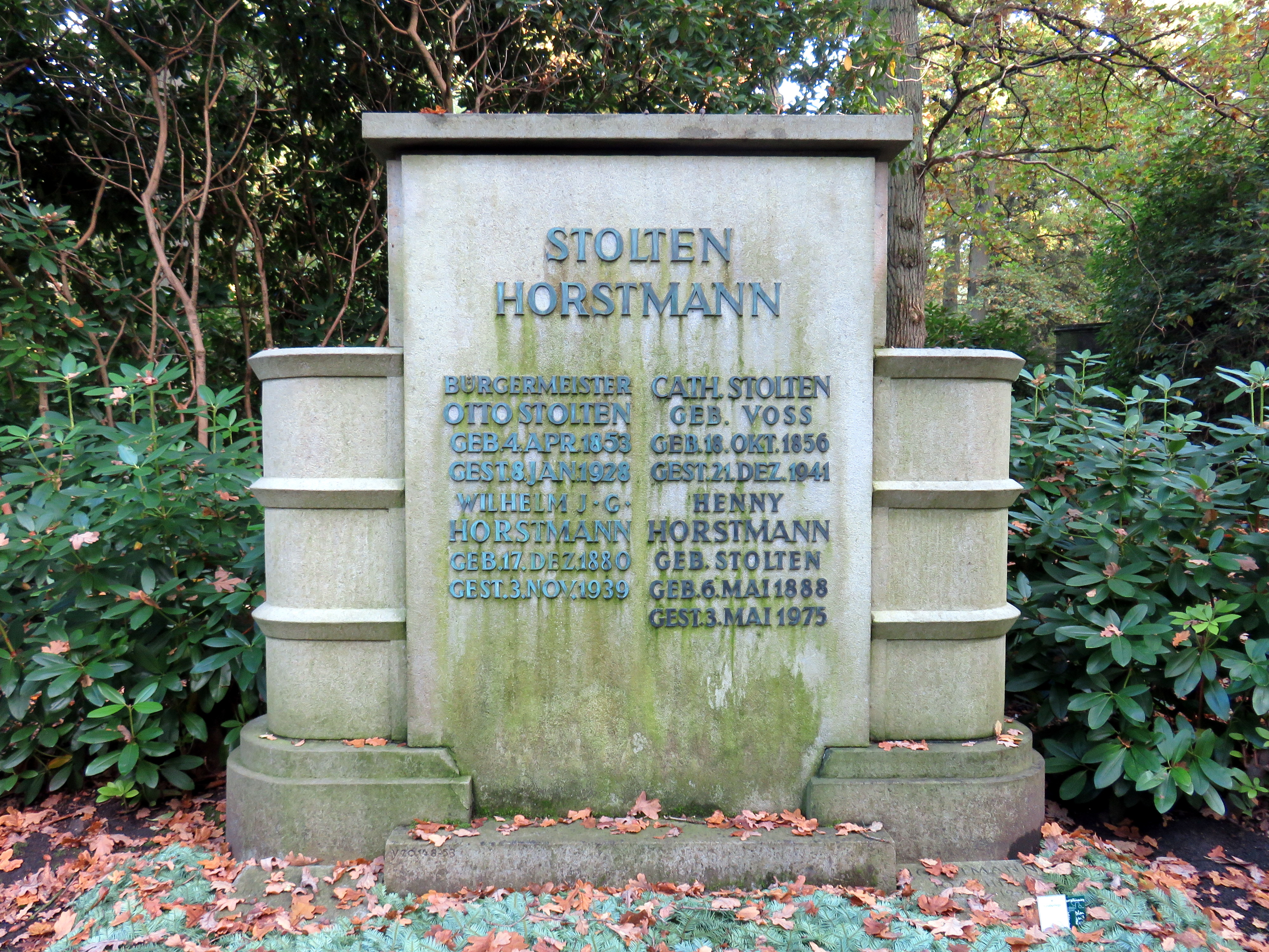
Grab Otto Stolten auf dem Friedhof Ohlsdorf

## Ehrung
Die nach Otto Stolten benannte Bürgermeister-Stolten-Medaille ist die höchste Bürgerehrung der Stadt Hamburg nächst der Verleihung der Ehrenbürgerwürde. Sie wird seit 1925 verliehen. Er war im Herbst 1925 der erste, dem die Medaille verliehen wurde.
Nach Otto Stolten ist ferner der Stoltenpark im Hamburger Stadtteil Hammerbrook sowie die Stoltenstraße in Hamburg-Horn benannt.

## Schriften
- Hamburgische Staatseinrichtungen und hamburgische Politik: Wie sie sind und wie sie sein sollten ; informatorische und kritische Betrachtungen zu den bevorstehenden Bürgerschaftswahlen. Hrsg. im Auftrag der Sozialdemokratischen Partei Hamburgs, Hamburg 1903.
- mit Heinrich Stubbe, Emil Krause, Max Leuteritz: Der Kampf der Sozialdemokratie um das Rathaus in Hamburg. Selbstverlag des Bildungsausschusses der Sozialdemokratischen Partei, Hamburg 1927.